# The Magic Numbers

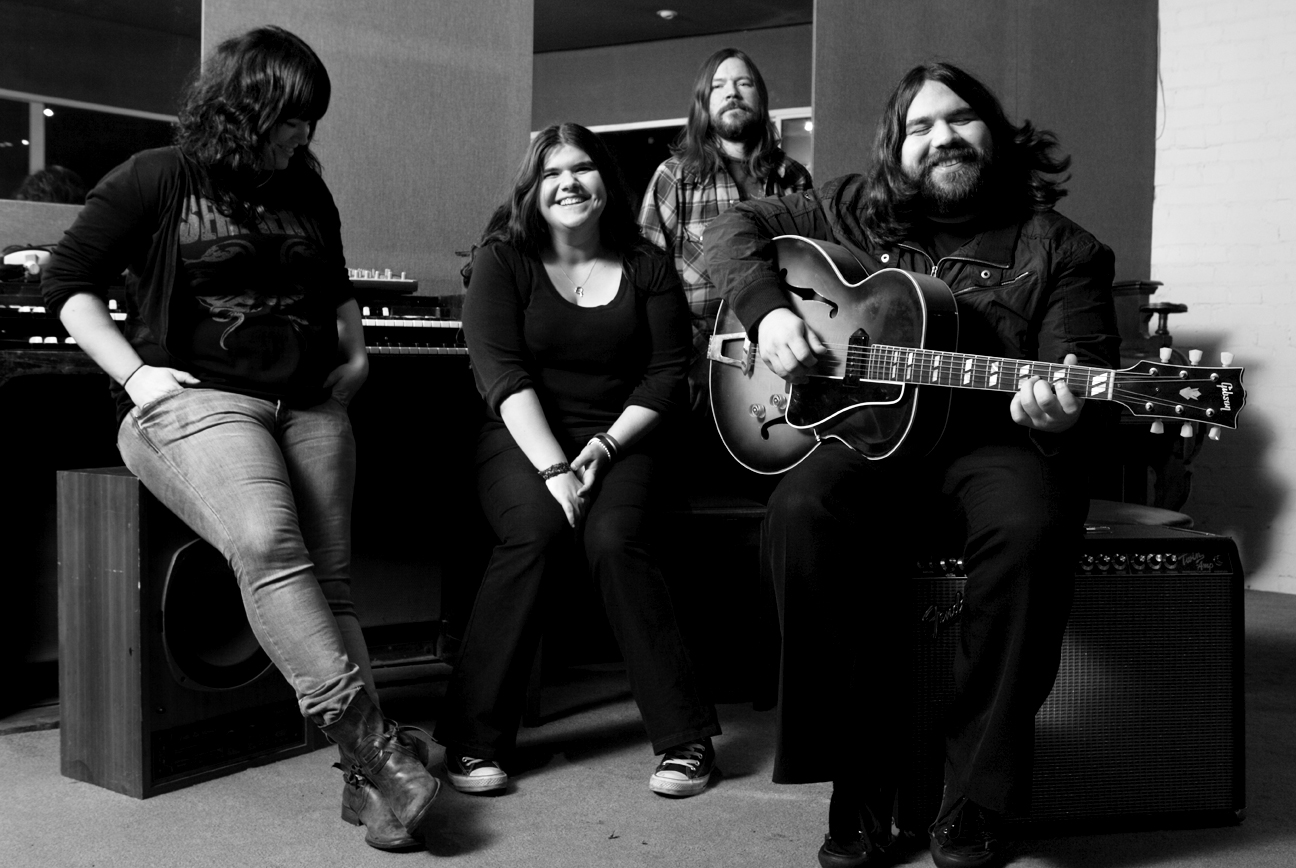
The Magic Numbers (2009)

The Magic Numbers ist ein Indiepop-Quartett aus London-Ealing, bestehend aus den Geschwisterpaaren Romeo und Michele Stodart sowie Angela und Sean Gannon.

## Bandgeschichte
Die Stodarts wurden in Trinidad geboren und lebten in New York, bis sie Anfang der 2000er nach Hanwell im Westen von London gingen. Romeo Stodart traf den Schlagzeuger Sean Gannon und die beiden begannen, gemeinsam Musik zu machen. Ihnen schlossen sich die jeweiligen Schwestern Michele Stodart als Bassistin und Angela Gannon als Keyboarderin und Melodicaspielerin an. 2004 schlossen sie einen Plattenvertrag mit dem EMI-Label Heavenly Records ab. Bevor sie überhaupt etwas veröffentlicht hatten, füllten sie bereits eine Halle wie das Kentish Town Forum mit 2000 Zuschauern. Im folgenden Jahr erschien ihr nach der Band benanntes Debütalbum The Magic Numbers. Es wurde von der Kritik gelobt und erreichte Platz 7 in den UK-Charts. Mehr als eine halbe Million Mal verkaufte sich das Album und wurde mit Doppelplatin ausgezeichnet. Etwas weniger als ein Jahr verbrachte das Album in den Top 100. Vier Lieder aus dem Album schafften es auch in die Singlecharts, das erfolgreichste war Love Me Like You, das auf Platz 12 kam. Forever Lost erreichte Platz 15. Auch in Schweden, Belgien und den Niederlanden war die Band erfolgreich. Das Album gehörte zu den Nominierungen für den Mercury Prize 2005.
Bereits im Oktober 2006 folgte die neue Single Take a Chance, die Platz 16 erreichte. Ihr folgte das zweite Album Those the Brokes, das knapp die Top 10 verpasste und noch einmal Goldstatus erreichte. Trotzdem blieb der Erfolg ein ganzes Stück weit hinter dem des Debüts zurück. Nur in Schweden übertraf das Album mit Platz 3 den Vorgänger. Die EP Undecided mit 6 Songs erschien ein weiteres Jahr später, kam aber nicht in die Charts.
Danach dauerte es bis 2010, bis sich die Magical Numbers mit Album Nummer drei zurückmeldeten. Es schaffte den Einstieg in die Charts, auch außerhalb Englands, und gingen auf Tour bis nach Australien. Danach nahmen sie eine Auszeit, in der Michele Stodart ein Solo-Countryalbum herausbrachte. Danach starteten sie eine Acoustic-Tour, bevor 2014 das Album Alias erschien. Es war ähnlich erfolgreich wie zuvor The Runaway, aber nur noch in Großbritannien in den Charts. Weitere vier Jahre vergingen bis zum fünften Album Outsiders, das es wiederum in die britischen Charts schaffte.

## Musikstil
Die britische Tageszeitung The Guardian hält ihren Musikstil für schnörkellos gitarrenbetont. Besonders kennzeichnend ist indes ihr mehrstimmiger Harmoniegesang. Allmusic vergleicht sie in dieser Hinsicht mit den Mamas and Papas und The Lovin’ Spoonful aus den 1960er Jahren.

## Diskografie

### Alben
- The Magic Numbers (2005)
- Those the Brokes (2006)
- The Runaway (2010)
- Alias (2014)
- Outsiders (2018)

### Singles und EPs
- Hymn for Her (2004)
- Forever Lost (2005)
- Love Me Like You (2005)
- Love’s a Game (2005)
- I See You, You See Me (2006)
- Take a Chance (2006)
- This Is a Song (2007)
- Undecided (2008, EP)
- The Pulse (2010)
- Why Did You Call? (2010)
- A Shot in the Dark (2014)
- The Sweet Divide (2018)

## Auszeichnungen für Musikverkäufe
| Goldene Schallplatte - Irland - 2006: für das Album Those the Brokes | Platin-Schallplatte - Irland - 2005: für das Album The Magic Numbers |

Anmerkung: Auszeichnungen in Ländern aus den Charttabellen bzw. Chartboxen sind in ebendiesen zu finden.
| Land/RegionAuszeichnungen für Musikverkäufe (Land/Region, Auszeichnungen, Verkäufe, Quellen) | Gold     | Platin     | Verkäufe | Quellen        |
| -------------------------------------------------------------------------------------------- | -------- | ---------- | -------- | -------------- |
| Irland (IRMA)                                                                                | Gold1    | Platin1    | 22.500   | irishcharts.ie |
| Vereinigtes Königreich (BPI)                                                                 | Gold1    | 2× Platin2 | 700.000  | bpi.co.uk      |
| Insgesamt                                                                                    | 2× Gold2 | 3× Platin3 |          |                |